# Caro Emerald
Caro Emerald (Ámsterdam, Países Bajos, 26 de abril de 1981), registrada al nacer como Caroline Esmeralda van der Leeuw, es una cantante de jazz holandesa. Hizo su debut musical como solista el 6 de julio de 2009, con el sencillo "Back It Up".[cita requerida]

## Biografía
Estudió la carrera de vocalista de jazz en el Conservatorium van Amsterdam (Conservatorio de Ámsterdam), y obtuvo su título profesional en el 2005.[cita requerida]
Caro Emerald es uno de las seis miembros del grupo musical holandés Les Elles, así como uno de los 44 miembros de la Philharmonic Funk Foundation. A su vez, tiene participaciones regulares en el festival musical holandés Kinderen voor Kinderen (Niños por los Niños), también es maestra de música en la academia Babette Labeij  y en el show televisivo musical holandés X-Factor.

## Carrera musical

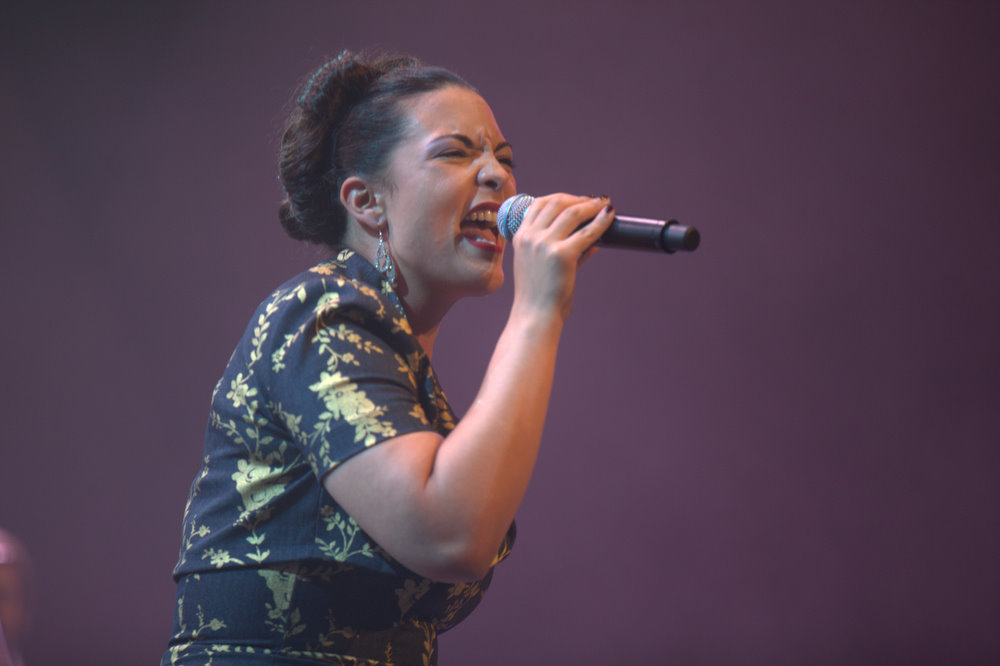
Caro Emerald en 2010

Con su música, inspirada en Michael Jackson, Prince, Eva Cassidy, Amy Winehouse, Aretha Franklin y otras estrellas, Caro Emerald saltó a la fama con su primer sencillo, titulado "Back It Up". Este sencillo fue escrito por los productores y escritores holandeses Jan van Wieringen y David Schreurs, además del afamado escritor canadiense Vince Degiorgio, quien previamente trabajó con grupos como A-Teens, 'N Sync y Atomic Kitten. Emerald fue invitada a grabar el demo en mayo del 2007, y posteriormente añadió la canción a su propio repertorio, y finalmente la dio a conocer en un programa transmitido por el canal holandés AT5.[cita requerida]
La presentación oficial de este primer sencillo ("Back it up") por parte de Grandmono Records fue el 6 de julio de 2009. La canción alcanzó el Top 40 dentro de las listas holandesas (Dutch Top 40), lugar donde se mantuvo 12 semanas consecutivas y llegó a alcanzar el puesto número 12. Posteriormente, en diciembre de ese mismo año, Caro Emerald presentó el segundo sencillo, titulado "A Night like this". El sencillo llegó a colocarse en la segunda posición del Dutch Top 40 durante tres semanas, además de mantenerse en la lista 26 semanas; a la postre, este sería el tema oficial de la campaña publicitaria 2009-2010 de la afamada marca de vermú Martini.[cita requerida]

### El primer álbum
Después de haber lanzado con éxito los sencillos "Back it up" y "A Night like this", Grandmono Records sacó a la venta el álbum debut de Caro Emerald, titulado Deleted Scenes from the Cutting Room Floor. El 29 de enero de 2010, el disco fue un rotundo éxito y llegó rápidamente a las listas de los discos más vendidos en los Países Bajos, y se colocó en el primer lugar en ventas.
Deleted Scenes from the Cutting Room Floor fue galardonado como disco de platino en los Países Bajos, tras haber vendido más de 50.000 ejemplares en menos de seis semanas, y doble disco de platino después de haber vendido más de 100.000 copias hasta junio de 2010. Este material discográfico se lanzó al mercado en la primavera del 2010 en Francia por medio de Sony Music Entertainment France, y en Escandinavia lo estrenó la disquera Bonnier Amigo. El lanzamiento en otras partes del mundo aún está pendiente.[cita requerida]

## Discografía

### Álbumes
Hasta el momento Caro Emerald ha lanzado dos discos al mercado.
| Año de lanzamiento | Título                                     | Sello discográfico | Holanda | EE.UU. | Ventas                        | Galardones                           |
| ------------------ | ------------------------------------------ | ------------------ | ------- | ------ | ----------------------------- | ------------------------------------ |
| 2010               | Deleted Scenes from the Cutting Room Floor | Grandmono Records  | 1       | 76     | Países Bajos: >100,000 copias | Países Bajos: Doble álbum de Platino |
| 2013               | The Shocking Miss Emerald                  | Grandmono Records  | 1       |        | Reino Unido: >34,246 copias   | Reino Unido: album de Oro            |

### Sencillos
| Año  | Canción                                               | Posición más alta en las listas | Álbum                                      |
| Año  | Canción                                               | NL                              | Álbum                                      |
| ---- | ----------------------------------------------------- | ------------------------------- | ------------------------------------------ |
| 2009 | "Back It Up"                                          | 12                              | Deleted Scenes from the Cutting Room Floor |
| 2009 | "A Night like This"                                   | 2                               | Deleted Scenes from the Cutting Room Floor |
| 2010 | "That Man"                                            | 22                              | Deleted Scenes from the Cutting Room Floor |
| 2010 | "Stuck"                                               | 6                               | Deleted Scenes from the Cutting Room Floor |
| 2011 | "Riviera Life"                                        | 18                              | Deleted Scenes from the Cutting Room Floor |
| 2011 | "You're All I Want For Christmas" (con Brook Benton)" | 54                              | Ninguno-album single                       |
| 2012 | "Dr. Wanna Do"                                        | -                               | Deleted Scenes from the Cutting Room Floor |
| 2013 | "Tangled Up"                                          | 16                              | The Shocking Miss Emerald                  |
| 2013 | "Liquid Lunch"                                        | 70                              | The Shocking Miss Emerald                  |
| 2013 | "One Day"                                             | —                               | The Shocking Miss Emerald                  |
| 2013 | "I Belong to You"                                     | 99                              | The Shocking Miss Emerald                  |
| 2014 | "Coming Back As a Man"                                | —                               | The Shocking Miss Emerald                  |
| 2014 | "Ne Me Quitte Pas"                                    | —                               | Sencillos sin álbum                        |
| 2015 | "Quicksand"                                           | —                               | Sencillos sin álbum                        |